# La Concepción (Carache)
Pour les articles homonymes, voir La Concepción.
La Concepción est l'une des cinq paroisses civiles de la municipalité de Carache dans l'État de Trujillo au Venezuela. Sa capitale est La Concepción.